# Paronychia chilensis
Paronychia chilensis är en nejlikväxtart. Paronychia chilensis ingår i släktet prasselörter, och familjen nejlikväxter.

## Underarter
Arten delas in i följande underarter:
- P. c. chilensis
- P. c. subandina
- P. c. mutica